# 赵振华 (1919年)
赵振华（1919年—1987年），男，吉林临江人，中华人民共和国政治人物，曾任中共黑龙江省委农工部副部长，黑龙江省人大常委会秘书长、副主任。